# Garde royale (royaume de Hollande)
Pour les articles homonymes, voir Garde royale.
La garde royale (Garde van de Koning, garde du roi) est une formation militaire au service du royaume de Hollande. Créée en 1805 pour assurer la protection du grand-pensionnaire de la République batave (Rutger Jan Schimmelpenninck), elle devient garde royale en 1806 lorsque Louis Bonaparte devient roi. Elle est intégrée en 1810 dans la garde impériale après l'annexion de la Hollande par le Premier Empire.

## Histoire
La garde royale n'a jamais été engagée au combat mais a accompagné le roi lors de son commandement à l'Armée du Nord en Allemagne du 2 octobre au 13 novembre 1806, et lors de l'invasion de Walcheren en août 1809.

## Composition
Infanterie :
- Régiment de grenadiers de la garde (1er régiment d'infanterie hollandais), créé en 1805 comme bataillon de grenadiers, devenu régiment en 1806[6] avant de recevoir le numéro 1 cette même année. En 1810, il devient 2e régiment de grenadiers à pied de la garde impériale[7],[8].
- Régiment de Jägers de la garde, créé en 1805 comme bataillon de Jägers, régiment en 1806 puis transformé en 3e bataillon du régiment de grenadiers de la garde en 1807 et dissous en 1808[8].

Cavalerie :
- 1er régiment de hussards de la garde, créé en 1805[9] et numéroté en 1806[10]. Il subit de nombreuses réorganisations et changements de noms[3] puis devient le 2e régiment de chevau-légers lanciers de la garde impériale en 1810[10].
- Escadron des dragons de la garde, créé en 1805 et fusionné dès 1806 avec les hussards
- 1er régiment de cuirassiers de la garde, créé en août 1806 comme régiment des grenadiers à cheval de la garde puis 1er régiment de cuirassiers de la garde en mars 1807. Il est dissous en octobre 1807[3].
- Régiment de hussards de la garde du roi, ancien 3e régiment de hussards incorporé dans la garde royale en avril 1809, alors qu'il fait partie de la Brigade hollandaise engagée en Espagne. Ils sont intégrés dans le régiment des gardes à cheval (ex-1er hussards) en octobre 1809 puis dans le 2e régiment de chevau-légers lanciers de la garde impériale en 1810[3].

Artillerie :
- 1re batterie d'artillerie à pied de la garde[11], créée en 1805[4] et dissoute en 1810[12].